# Mohd Taufik Nordin
Taufik Mohd bin Nordin (محمد توفیق نورالدین) también conocido como Taufic Mohd Nordin es un cantante y compositor malayo. Es considerado como uno de los intérpretes de género nasyid dentro de la industria musical independiente.

## Carrera
Tiene una Licenciatura en Ciencia de la Materia, egresado de la Universidad Nacional de Malasia (UKM). Comenzó su carrera como ingeniero en el "CTRM Aero Composites Sdn Bhd" y trabajó como Jefe de la División Técnica y Operación en el "CTL Asia Sdn Bhd".
Ha compuesto su primera canción cuando tenía 13 años y siguió con una segunda canción pop al año siguiente. Su primera canción fue compuesto cuando tenía unos 17 años y ha comenzado a participar en un grupo de su Escuela llamada "Melaka High School", entre los años 1995 y 1996. El mayor logro, fue como finalista en un concurso a nivel de distrito escolar en Melaka.
Ese mismo año él ha compuesto otras 5 canciones de género pop que se incluirán en su álbum demo con otros de sus 3 mejores amigos y formar un grupo llamado R3F. El demo fue enviado al sello EMI. EMI respondió, pero no les interesó el ofrecer ninguna grabación. Luego R3F produjo otro álbum demo con más canciones escritas originalmente por Mohd Taufik Nordin, pero el grupo decidió mantener el disco en lugar para enviarlo a cualquier sello discográfico ya que la mayoría de la integrantes empezaron continuar sus estudios a nivel superior incluyendo a Taufik Mohd bin Nordin.
En un período de sesiones de un año de su matrícula (preuniversitario), Mohd Taufik Nordin ha compuesto su primera canción para una cena anual titulado "NUMMAC 97". En 1998, continuó sus estudios en la Universidad Nacional de Malasia (UKM).

## Logros
1996
- 2nd District School Nasyid Competition

"Hindarilah Dadah" - Song/Lyric by Mohd Taufik Bin Nordin
1998
- Champion of UKM Nasyid Competition

"Hindarilah Dadah" - Firasat Inzar Song/Lyric by Mohd Taufik Bin Nordin
- 1st Runner MAKUM Nasyid Competition

"Langkah Kemenangan" - Firasat Inzar Song/Lyric by Mohd Taufik Bin Nordin
1999
- 1st Runner MAKUM Nasyid Competition

"Siratan Tabir Ilmi" - Firasat Inzar Song by Mohd Taufik Bin Nordin/Lyric by Mohd Affendy Izani
Best Lyric Award
" Muara Kelayuan" - Firasat Inzar Song/Lyric by Mohd Taufik Bin Nordin
1999
- 1st Runner MAKUM Nasyid Competition

"Siratan Tabir Ilmi" - Firasat Inzar Song by Mohd Taufik Bin Nordin/Lyric by Mohd Affendy Izani
Best Lyric Award
" Muara Kelayuan" - Firasat Inzar Song/Lyric by Mohd Taufik Bin Nordin
2000
- Champion UKM Pop Song Competition

"Melankolia" - Mohd Taufik Bin Nordin Song by Mohd Taufik Bin Nordin/Lyric Mohd Afendy Izani
Best Song Award
2001
- State Champion Selangor Nasyid Festival - Nasyid Modern Category

"Kudus Kesiangan"* - Firasat Inzar Song by Mohd Taufik Bin Nordin/Lyric by Mohd Azli bin Othman
*this song represent Selangor in the National Nasyid Competition of 2001
2006
- State Champion Melaka Nasyid Festival - Nasyid Traditional Category  Archivado el 26 de agosto de 2014 en Wayback Machine.

"Siratan Tabir Ilmu"* - Halwa Nurani Song by Mohd Taufik Bin Nordin/Lyric by Mohd Afendy Izani
*this song represent Melaka in the National Nasyid Competition of 2006
- State Champion Negeri Sembilan Nasyid Festival - Nasyid Modern Category

"Gapai Impi"* - Nawarastu Song by Mohd Taufik Bin Nordin/Lyric by Che Rosnah Daud
*this song represent Negeri Sembilan in the National Nasyid Competition of 2006
- Champion Open Category Nasyid Festival - Nasyid Modern Category

"Dan Hatinya"* - Nur Qhasrah Song by Mohd Taufik Bin Nordin/Lyric by Mohd Azli Othman
*this song represent Open Category in the National Nasyid Competition of 2006
- 1st Runner Up National Nasyid Festival- Nasyid Modern Category

"Gapai Impi"* - Nawarastu Song by Mohd Taufik Bin Nordin/Lyric by Che Rosnah Daud
Best Modern Song
Best Modern Lyric
2007
- State Champion Melaka Nasyid Festival - Nasyid Traditional Category

"Kemilau Insan"* - Daluwarsa Song by Mohd Taufik Bin Nordin/Lyric by Raja Mohd Azlan
*this song represent Melaka in the National Nasyid Competition of 2007
- State Champion Negeri Sembilan Nasyid Festival - Nasyid Modern Category

"Dian Gemilang"* - Nawarastu Song by Mohd Taufik Bin Nordin/Lyric by Che Rosnah Daud
*this song represent Negeri Sembilan in the National Nasyid Competition of 2007
2008
- State Champion Negeri Sembilan Nasyid Festival - Nasyid Traditional Category

"Lintasan Nurani"* - Zabarjad Song/Lyric by Mohd Taufik Bin Nordin
*this song represent Negeri Sembilan in the National Nasyid Competition of 2008
2009
- State Champion Melaka Nasyid Festival - Nasyid Traditional Category

"Langkah Sekata"* - Irhamnie** Song by Jasnie/Lyric by Kamaruddin
Best Performance
Overall Winner
*this song represent Melaka in the National Nasyid Competition of 2009
**Mohd Taufik is one of the vocalist in this group
- State Champion Negeri Sembilan Nasyid Festival - Nasyid Traditional Category

"Tulus Mahabbah"* - Nawarastu Song by Mohd Taufik Bin Nordin/Lyric by Mohammad Mohd Tawil
*this song represent Negeri Sembilan in the National Nasyid Competition of 2009
- State Champion Negeri Sembilan Nasyid Festival - Nasyid Modern Category

"Kebangkitan"* - Imtiaz Song by Mohd Taufik Bin Nordin/Lyric by Mohammad Mohd Tawil
*this song represent Negeri Sembilan in the National Nasyid Competition of 2009
- State Champion Selangor Nasyid Festival - Nasyid Modern Category

"Harum Islami"* - Firasat Inzar Song by Mohd Taufik Bin Nordin/Lyric by Muhammad Mohd Tawil
*this song represent Selangor in the National Nasyid Competition of 2009
- Champion Government Nasyid Festival - Nasyid Modern Category

"Satu Iltizam"* - DG-WA Song by Mohd Taufik Bin Nordin/Lyric by Mohammad Mohd Tawil
*this song represent Government in the National Nasyid Competition of 2009
- National Nasyid Competition - Nasyid Traditional Category

"Langkah Sekata"* - Irhamnie** Song by Jasnie/Lyric by Kamaruddin
Top 5 - Finalist Traditional Nasyid Category
2010
- State Champion Wilayah Persekutuan Nasyid Festival - Nasyid Traditional Category

"Indah Pekerti"* - Insyirah Song by Mohd Taufik Bin Nordin/Lyric by Mohd Azli Othman
*this song represent Wilayah Persekutuan in the National Nasyid Competition of 2010
- State Champion Wilayah Persekutuan Nasyid Festival - Nasyid Modern Category

"Kurnia Dari Hakiki"* - Cahaya Gemilang Song/Lyric by Mohd Taufik Bin Nordin/Lyric by Andy
Mirza/Mohd Taufik Bin Nordin
*this song represent Wilayah Persekutuan in the National Nasyid Competition of 2010
- State Champion Melaka Nasyid Festival - Nasyid Traditional Category

"Berjalan Sehaluan"* - Irhamnie Song by Mohd Taufik Bin Nordin/Lyric by Mohammad Mohd Tawil
Best Performance
Overall Winner
*this song represent Melaka in the National Nasyid Competition of 2010
Finalist in National Nasyid Competition of 2010 (top 5)
- State Champion Melaka Nasyid Festival - Nasyid Modern Category

"Pengharapan"* - Irhamnie Song by Mohd Taufik Bin Nordin/Lyric by Mohammad Mohd Tawil
*this song represent Melaka in the National Nasyid Competition of 2010
- State Champion Negeri Sembilan Nasyid Festival - Nasyid Modern Category

"Genta Wahdah"* - Nawarastu Song by Mohd Taufik Bin Nordin/Lyric by Mohammad Mohd Tawil
*this song represent Negeri Sembilan in the National Nasyid Competition of 2010
2011
- State Champion Melaka Nasyid Festival - Nasyid Traditional  (enlace roto disponible en Internet Archive; véase el historial, la primera versión y la última).

"Kelana"* - Irhamnie Song by Mohd Taufik Bin Nordin/Lyric by Mohammad Mohd Tawil
Best Performance
Overall Winner
*this song represent Melaka in the National Nasyid Competition of 2011
- Champion MAKUM Nasyid Festival - Nasyid Modern Category

"Kiblat Ku"* - Firasat Inzar Song/Lyric by Mohd Taufik Bin Nordin
*this song represent MAKUM in the National Nasyid Competition of 2011
- State Champion Wilayah Persekutuan Nasyid Festival - Nasyid Traditional Category

"Kalamullah"* - A'ish Song by Mohd Taufik Bin Nordin/Lyric by Ustaz As'ari Abdan
*this song represent Wilayah Persekutuan in the National Nasyid Competition of 2011
- State Champion Wilayah Persekutuan Nasyid Festival - Nasyid Modern Category

"Khalifah"* - Zulfan Song by Rohaizad/Lyric by Mohd Taufik Bin Nordin
*this song represent Johor in the National Nasyid Competition of 2011
- State Champion Negeri Sembilan Nasyid Festival - Nasyid Traditional Category

"Hijrah"* - Ali Imran Song by Mohd Taufik Nordin/Lyric by Syanil Tsaure @ Che Rosnah
*this song represent Negeri Sembilan in the National Nasyid Competition of 2011
2012
- Youth National Nasyid Festival 2012

"Khalifah" - Caliph@Navy Song by Rohaizad/Lyric by Mohd Taufik Nordin
Champion
- Selangor Nasyid Festival - Nasyid Traditional Category

"Hijrah"* - Ali Imran Song by Mohd Taufik Nordin/Lyric by Syanil Tsaure @ Che Rosnah
1st Runner Up
- Pertandingan Nasyid & Marhaban Anjuran JKKN

"Berjalan Sehaluan"* - Nurqhasra Song by Mohd Taufik Bin Nordin/Lyric by Mohammad Mohd Tawil
1st Runner Up
- National Level Pertandingan Nasyid Belia 4B National Level

"Al Quran Kalamullah"* - Nawarastu Song by Mohd Taufik Bin Nordin/Lyric by Ustaz As'ari Abdan
"Nur Keinsafan"* - Nawarastu Song by Mohd Taufik Bin Nordin/Lyric by Che Rosnah Daud
1st Runner Up
- Pertandingan Cipta Nasyid Anjuran JKKN & Radio IKIM FM

"Satu Iltizam"* - DGWA Feat Azwan Fareast Song by Che Rosnah Daud & Mohd Taufik Bin Nordin/Lyric by Mohammad Mohd Tawil
Finalist Top 15
- Johor Nasyid Festival - Nasyid Modern Category

"Semalam"* - Hamrah Song by Mohd Taufik Nordin/Lyric by Che Rosnah Daud
1st Runner Up
- State Champion Melaka Nasyid Festival - Nasyid Traditional Category

"Ukhuwah"* - Irhamnie Song by Mohd Taufik Nordin/Lyric by Mohd Taufik Nordin
Champion
- State Champion Kuala Lumpur Nasyid Festival - Nasyid Modern Category

"Meraih Cinta Hakiki"* - Humaira Song by Mohd Taufik Nordin/Lyric by Che Rosnah
Champion
- Kuala Lumpur Nasyid Festival - Nasyid Modern Category

"KasihNya"* - Invoices Song by Mohd Taufik Nordin/Lyric by Muhammad Mohd Tawil
3rd Runner Up
- Kuala Lumpur Nasyid Festival - Nasyid Traditional Category

"Hikmah Pelayaran"* - Nurani Song by Mohd Taufik Nordin/Lyric by Muhammad Mohd Tawil
3rd Runner Up